# Liste der Baudenkmale in Beetzsee
In der Liste der Baudenkmale in Beetzsee sind alle Baudenkmale der brandenburgischen Gemeinde Beetzsee und ihrer Ortsteile aufgelistet. Grundlage ist die Veröffentlichung der Landesdenkmalliste mit dem Stand vom 31. Dezember 2020.

## Baudenkmale der Ortsteile
In den Spalten befinden sich folgende Informationen:
- ID-Nr.: Die Nummer wird vom Brandenburgischen Landesamt für Denkmalpflege vergeben. Ein Link hinter der Nummer führt zum Eintrag über das Denkmal in der Denkmaldatenbank. In dieser Spalte kann sich zusätzlich das Wort Wikidata befinden, der entsprechende Link führt zu Angaben zu diesem Denkmal bei Wikidata.
- Lage: die Adresse des Denkmales und die geographischen Koordinaten. Link zu einem Kartenansichtstool, um Koordinaten zu setzen. In der Kartenansicht sind Denkmale ohne Koordinaten mit einem roten beziehungsweise orangen Marker dargestellt und können in der Karte gesetzt werden. Denkmale ohne Bild sind mit einem blauen bzw. roten Marker gekennzeichnet, Denkmale mit Bild mit einem grünen beziehungsweise orangen Marker.
- Bezeichnung: Bezeichnung in den offiziellen Listen des Brandenburgischen Landesamtes für Denkmalpflege. Ein Link hinter der Bezeichnung führt zum Wikipedia-Artikel über das Denkmal.
- Beschreibung: die Beschreibung des Denkmales
- Bild: ein Bild des Denkmales und gegebenenfalls einen Link zu weiteren Fotos des Baudenkmals im Medienarchiv Wikimedia Commons

### Brielow
| ID-Nr.   | Lage                  | Bezeichnung                                     | Beschreibung | Bild                                            |
| -------- | --------------------- | ----------------------------------------------- | --- | ----------------------------------------------- |
| 09190099 | Chausseestraße (Lage) | Sowjetisches Ehrenmal, am südlichen Ortseingang | | Sowjetisches Ehrenmal, am südlichen Ortseingang |
| 09190097 | Hauptstraße (Lage)    | Dorfkirche                                      | Die evangelische Kirche stammt aus der Zeit um 1860 / 1870. Sie ist in der Tradition der Schinkel-Schule erbaut worden. Der Turm stammt wahrscheinlich aus dem Jahr 1769, er wurde 1873 umgebaut und verputzt. | weitere Bilder                                  |
| 09190800 | Hauptstraße 7 (Lage)  | Wohnhaus                                        | | Wohnhaus                                        |
| 09190690 | Hauptstraße 34 (Lage) | Wohnhaus                                        | | Wohnhaus                                        |
| 09190098 | Hauptstraße 41 (Lage) | Gutswohnhaus                                    | | Gutswohnhaus                                    |

### Radewege
| ID-Nr.                           | Lage                 | Bezeichnung             | Beschreibung | Bild                    |
| -------------------------------- | -------------------- | ----------------------- | --- | ----------------------- |
| 09190350                         | Dorfstraße (Lage)    | Dorfkirche              | Die gotische Dorfkirche Radewege liegt im Zentrum des Dorfes und trägt keinen Namen. Sie wurde mit Westturm, Schiff und Chor wurde aus roten Ziegelsteinen und aus Feldsteinen in Verbindung mit Kalkmörtel gemauert. | Dorfkirche              |
| 09191531 Teilobjekt zu: 09190350 | Dorfstraße (Lage)    | Orgel                   | | BW                      |
| 09191532 Teilobjekt zu: 09190350 | Dorfstraße (Lage)    | Glocke                  | | BW                      |
| 09190351                         | Dorfstraße 1 (Lage)  | Wohnhaus und Hofgebäude | | Wohnhaus und Hofgebäude |
| 09191358 Teilobjekt zu: 09190351 | Dorfstraße 1 (Lage)  | Hofgebäude              | | BW                      |
| 09190957                         | Dorfstraße 58 (Lage) | Wohnhaus                | | Wohnhaus                |